# Alcazar
Alcázar, iz arabščine al-Qasr, je vrsta islamskega gradu ali palače v Španiji, zgrajene med muslimansko vladavino med 8. in 15. stoletjem. Delovali so kot domovi in regionalne prestolnice za vladne osebe v celotnem Omajadskem kalifatu in kasneje za krščanske vladarje po iberski Rekonkvisti. Izraz alcázar se uporablja tudi za številne srednjeveške gradove, ki so jih kristjani zgradili na prejšnjih rimskih, vizigotskih ali islamskih utrdbah in se pogosto uporablja kot sinonim za castillo ali grad. V Latinski Ameriki je tudi več kolonialnih palač, imenovanih alcázar.

## Terminologija
Španska beseda alcázar (izgovorjava [alˈkaθaɾ]) izhaja iz arabske besede القصر al-kaṣr ('trdnjava/grad/palača'), ta pa izhaja iz latinske besede castrum ('trdnjava', 'vojaški tabor').
Podobne besede obstajajo v galicijščini (alcázar, izgovorjava [alˈkaθɐɾ]), portugalščini (alcácer, izgovorjava [ɐlˈkasɛɾ]) in katalonščini (alcàsser, izgovorjava [əlˈkasəɾ]).
Španija ima tudi muslimanske citadele, znane kot alcazabas (القصبة al-kaṣbah). Vendar se vsi gradovi v Španiji ne imenujejo alcázar: večina se imenuje castillo v španščini ali castell v katalonščini. Tudi vsakega alcázarja ali alcazabe v Iberiji niso zgradili muslimani: veliko gradov s temi imeni je bilo zgrajenih po izgonu islamskega kalifata z Iberskega polotoka. Po španski Rekonkvisti so krščanski pokrovitelji zgradili ali prenovili palače, ki so bile podobne islamskemu slogu, znanem kot mudéjar.
Alcázarje pogosto opisujejo kot '"mavrske', izraz, ki ga Evropejci uporabljajo za privržence islamske vere. Medtem ko se 'Mavri' že stoletja uporabljajo za označevanje španskih muslimanov, se danes k razpravi o 'mavrskosti' pogosto pristopa previdno. Izraz se je v Španiji zgodovinsko radikaliziral, da bi označil Drugega in eksotiziral muslimansko prebivalstvo. Sodobni jezik uporablja izraze islamski, muslimanski in andaluzijski namesto mavrski, vendar je vredno razjasniti zgodovinski kontekst.

## Zgodovina
Alcázarji so bili v lasti islamskih in kasneje krščanskih vladarjev Al Andaluza, stavbe pa so simbolizirale vladarjevo moč in bogastvo v regiji. Sčasoma so se različni kulturni vplivi stavb združili, kar je alcázar označilo kot prenos med islamsko, krščansko in judovsko kulturo.

### Izvor
Alcázarji so bili prvič zgrajeni pod dinastijo Omajadov. Po osvojitvi Vizigotskega kraljestva so Omajadi začeli širiti svojo arhitekturo, da bi ustvarili prefinjen islamski imperij. Po osvojitvi leta 717 so omajadski kalifi ustanovili svojo prestolnico v Córdobi v Španiji in preoblikovali nekdanjo vizigotsko palačo v Alcázar kalifov.

### Omajadska dinastija (711–1010)
Vladavina dinastije Omajadov v Arabiji se je končala z vzponom Abasidskega kalifata v drugi polovici 8. stoletja. Omajadski kalif Abd Al Rahman I. je pobegnil z Bližnjega vzhoda in pet let potoval na zahod, preden se je končno ustalil v mestu, ki je po islamski osvojitvi Iberije leta 711 postalo znano kot Al Andaluz. On in njegovi potomci so zgradili palače, enake velikim mestom, ki so postala domovi vladarjev in andaluzijske elite.
Medina Azahara je zasnoval omajadski kalif Abd Al Rahman III. in zgrajena pod nadzorom njegovega sina Al-Hakama II. To je bilo prvo mesto-palača Omajadov v Španiji po begu dinastije pred Abasidi v Iraku. Mesto-palača, ustanovljeno leta 936 n. št., se je kosalo s svojimi dvojniki v Bagdadu.

### Rekonkvista (897–1492)
Kmalu po tem, ko je islamski imperij v 8. stoletju dosegel Pireneje, so krščanske sile začele ponovno osvajati Španijo. Začenši z zavzetjem Barcelone leta 801 in konča z Granado leta 1492, so krščanski vladarji začeli 700-letni prehod iz islamske v krščansko Španijo. Številne arhitekture v islamskem slogu, ki so jih zgradili arabski vladarji, so pod krščansko vladavino propadle.
Po zavzetju Córdobe leta 1236 je Ferdinand III. Kastiljski razširil svojo akcijo pustošenja in nekaj let pozneje dosegel Seviljo. Obleganje Sevilje je trajalo šestnajst mesecev in se končalo, ko so krščanske sile izolirale muslimane po kopnem in morju ter jih prisilile v predajo. Islamska Sevilja je kapitulirala 23. novembra 1248, kastiljske čete pa so takoj zasedle seviljski Alcázar.
Krščanski kralj Kastilije in Leona, kralj Peter I. Kastiljski, je začel naročati obrtnike z znanjem mudéjarja, da gradijo na alcázarjih po vsej Andaluziji. Najbolj opazne dodatke je mogoče videti v Alcázarju v Sevilji, kjer se je nadaljeval dekorativni islamski slog, ki vsebuje arabske napise v čast kralja 'sultana' Don Pedra in Alaha.

### Dinastija Nasridov (1184–1492)
Nasridi so bili zadnja vladajoča islamska dinastija v Iberiji, preden je leta 1492 padla pod rekonkvisto. Znani so po tem, da so dolga leta ohranili muslimansko trdnjavo v južni Španiji kljub bližajoči se španski monarhiji na severu. Verjetno je njihov največji arhitekturni dosežek Alhambra v Granadi.
Alhambra, v prevedeno kot 'rdeča', je velika utrjena palača, ki jo je zgradila dinastija Nasrid, da bi delovala kot kraljeva rezidenca. Znana je po uporabi islamske estetike v arhitekturi, skupaj z verskimi napisi. Alhambra vsebuje več palač in vrtov, iz katerih so Nasridski sultani opravljali posle in vsakdanje življenje.

### Po rekonkvisti (1492–danes)
Medtem ko je bila večina muslimanskega prebivalstva po rekonkvisti izgnana iz Španije, so nekateri mudéjar mojstri ostali in nadaljevali z gradnjo hibridnih spomenikov za krščanske pokrovitelje v 16. stoletju.
V letih po krščanski rekonkvisti Španije je Alhambra doživela številne spremembe v evropskih slogih in prestala nekaj zapostavljanja. Od leta 1828 je bilo dosledno prizadevanje za obnovo in ohranitev islamskih struktur, kot je Alhambra v Španiji.

## Skupne značilnosti
Konstrukcija, ki opredeljuje alcázarje, je značilna iberska praksa, ki jo je mogoče najti v arhitekturnem oblikovanju. Ta tehnika je skovana kot mudéjar v slogu zaradi prisotnosti moriških in mudéjarskih obrtnikov med muslimansko in krščansko vladavino, ki so v veliki meri prispevali k gradnji stavb in imeli trajen vpliv nanjo. Značilnosti alcazarjev so odražale islamski vpliv s svojo geometrijsko zasnovo in navznoter usmerjenim slogom, ki je poudarjal osamljenost in zasebnost lastnika. Alcázarji na Iberskem polotoku so bili običajno sestavljeni iz zapletenega sistema stavb z več palačami, dvoranami in dvorišči, ki so vse služile določeni funkciji.

### Vrtovi
Vrtovi so igrali ključno vlogo pri naselitvi islamske Španije, saj so opazovalcu zagotavljali prostor za sprostitev, gospodarske koristi in iluzijo raja. Na dvoriščih Alcázarja so bili nekateri najbolj veličastni vrtovi v regiji, ki so odražali bogastvo njegovega vladarja. Vpliv vrtov je danes viden, saj so nekateri vrtovi še vedno ohranjeni in občudovani s strani krščanskih vladarjev po muslimanski vladavini.
Vrtovi na notranjem dvorišču so bili najpogostejši pristop hortikulture v alcázarjih. Vrtovi bi bili umeščeni v sistem medsebojno povezanih dvorišč, kjer bi objekti popolnoma zapirali prostor. Vrtovi so bili zaščiteni pred zunanjim pogledom, po islamskih arhitekturnih praksah notranje, preproste notranjosti, ki je prikrila okrašena, zasebna območja; le tisti, ki so bili dovolj srečni, so lahko videli dvorišča.
Osnovne komponente vrtov alcázar so vključevale: mrežno postavitev, namakalni sistem z zbirnim bazenom kot distribucijsko točko ter formalne sprehajalne poti in tlake. Nadaljnji vpliv islamskih tehnik je viden v sestavi vrtov, ki so geometrijski, simetrični in pogosto štiridelni, znani kot čarbagh. V teh vrtovih so gojili vrsto grmovnic, dreves, zelenjave in rož. Plodove je mogoče gojiti in tržiti, hkrati pa oskrbovati vrt s prijetno dišavo in estetsko lepoto. Sadna drevesa v vrtovih Alcázarja v Sevilji naj bi v Evropo prinesla novo, eksotično sadje, kot so limone, pomaranče, marelice in breskve.
- V vrtovih Alcázar de los Reyes Cristianos v Córdobi v Andaluziji
- Vrt kraljevega Alcazarja v Córdobi
- Vrt iz Alcázarja iz Segovije
- Vodni sistem (spodnji bazeni in namakalni kanal) Kraljevega Alcazarja

### Vodni sistem
Za ohranitev bujne flore vrtov je bilo potrebno stalno namakanje. Muslimanski vladarji so v dvorišča alcazarjev vključili zapletene arabske namakalne sisteme, da bi služili več namenom. Sistemi so oskrbovali vrtove s stalnim dotokom sveže vode, estetsko osveževali prostor ter hladili dvorišče in okoliške stavbe. Vsak namakalni sistem alcázarjev je imel edinstvene elemente, ki so določali individualnost lokacije. Te tehnike so segale od mirnih bazenov, tekočih kanalov in fontan in so bile uporabljene za doseganje vizualne in arhitekturne povezave med zunanjimi in notranjimi prostori. Voda je v vrtovih ustvarila občutek miru in duhovne stabilnosti.
- Palača Comares v Alhambri uporablja velik bazen v središču dvorišča kot delujoč namakalni sistem in umetniški spektakel. Ob straneh bazena je bilo grmičevje, ki je imelo dostop do vode, bazen pa odseva dve strani okoliških stavb, ki so obkrožene s portikom, kar gledalcu zagotavlja zanimivo iluzijo.
- Dvorišča v Alcázarju v Sevilji imajo namakalni rezervoar s cvetličnimi gredicami na vsaki strani, skupaj z akvadukti, ki ločujejo globoko pogreznjene cvetlične gredice. Cvetlična korita so razporejena v geometrijskem vzorcu s kanali, ki zagotavljajo vodo iz osrednjega bazena.

### Napisi
Od dinastije Omajadov so prikazi monumentalnih napisov z verskim ali državljanskim namenom pogosto vidni na vhodih in fasadah iberske arhitekture. Tako v muslimanskih kot krščanskih palačah mudéjar v Španiji prevladujejo napisi v zasnovi palače. En primer je Alhambra v Granadi, kjer so arabski napisi prisotni po vseh stenah palače. Nekateri od teh napisov vključujejo odlomke iz Korana, poezijo, ki sta jo napisala Ibn al-Khatib in Ibn Zamrak, ter moto dinastije Nasridov. Povsod je prisoten tudi ponavljajoči se rek, ولا غالب إلا الله ali »ni zmagovalca razen Boga«.
V Alcázarju v Sevilji mešanica arabskih in španskih napisov povzdigne dvojezično vzdušje španske arhitekture v slogu mudéjar. Zavetnik palač, Peter Kastiljski, je bil kristjan, ki je sprejel muslimanski okus za lepoto v obliki islamskega okrasja, vključno z napisi v arabščini, alcázar.
- Nasridov moto je okrasno vpisan v steno Alhambre
- Okrasni arabski napisi iz Alcázarja v Sevilji
- Hibridni napis na stenah Alhambre; arabsko geslo Nasrid, vpisano na tradicionalno evropski grb

### Slavolok
Loki - bodisi enojni ali trojni, v obliki rimskih slavolokov - v alcázarjih v Al Andaluzu so bili uporabljeni za zagotavljanje formalnega in simboličnega značaja stavb. So bogati z islamsko navdihnjeno dekoracijo in so strateško postavljeni; običajno se odpirajo na glavne trge ali dvorišča.
- Alhambra posnema slavolok zmage med Puerta del Vino (vinska vrata) in Puerta de la Justicia (pravosodna vrata). Okrašen je z različnimi barvami in okraski, ki vključujejo štukaturo grba iz godbe granadskega sultana Mohameda V. (1354–1359 in 1362–1391). Oboki v Alhambri imajo več namenov, ena odprtina za podporo dvorišča stavbe, drugi pa ponuja pogled zunaj na Granado – kjer so vladarji lahko razmišljali o deželi in jo nadzorovali.
- Seviljski Alcázar ima slavolok na vhodu v Patio de la Montería, ki se odpira do monumentalne fasade palače. Trojni obok je okrašen s heraldičnimi motivi, vključno z značko Viteškega reda.

- Obokano razgledišče iz Alhambre
- Trije oboki Alcázarja v Sevilji
- Ostanki loka portika Medina Azahara v Córdobi

## Obstoječi Alcázarji
- Alcázar de los Reyes Cristianos, imenovan tudi 'Alcázar iz Córdobe' v Córdobi v Andaluziji, je islamska palača, ki je po rekonkvisti v Córdobi iz 13. stoletja postala krščansko mesto. Muslimani so vizigotsko trdnjavo razširili v velik kompleks z vrtovi in veliko knjižnico. Ta alcázar je bil poletni dom kralja Ferdinanda II. Aragonskega in kraljice Izabele I. Kastiljske ter kraj njunega srečanja s Krištofom Kolumbom pred njegovim slavnim potovanjem v Ameriko.
- Alcázar kordobskih kalifov je bil sedež vlade Al Andaluza ter rezidenca kordobskih emirjev in kalifov od prihoda muslimanov v 8. stoletju do krščanske osvojitve mesta leta 1236. Imel je skupno površino 39.000 kvadratnih metrov. Del njegove strukture je ohranjen.
- Alcázar Jereza de la Frontera je bilo utrjeno mesto-palača v južni Španiji. Leta 1931 je bil označen kot špansko zgodovinsko mesto, Bien de Interés Cultural.[19] Danes deluje kot javni park za domačine v Jerez de la Frontera.
- Alcazar, Segovia je bil prvič omenjen v 12. stoletju, čeprav njegovi temelji segajo v rimske čase. To je grad, ki so ga zgradili krščanski monarhi na mestu islamske utrdbe. V srednjem veku, ko je bil v kraljestvu Kastilija, je bil alcázar iz Segovije najljubša rezidenca kastiljskih monarhov in skoraj vsak naslednji kralj je stavbi dodal nove dele, preoblikoval prvotno trdnjavo v dvorno rezidenco in podaljšal gradnjo gradu do 16. stoletja, ko je kralj Filip II. dodal stožčaste zvonike in strehe iz skrilavca. Požar leta 1862 je uničil del streh, vendar so bile obnovljene v istem slogu, v katerem so bile zgrajene pred 300 leti. V tem gradu je bila leta 1474 razglašena Izabela I. za kastiljsko kraljico, s čimer se je začela vojna za kastiljsko nasledstvo.
- Alcázar, Sevilja, na mestu palače Almohadskega kalifata, imenovane Al Muvarak, so v 1360-ih zgradili krščanski kastiljski obrtniki v slogu mudéjar in so ga pogosto preoblikovali. Prvi ga je uporabil Peter Kastiljski s svojo ljubico Marío de Padilla. Strukture in vrtovi so na Unescovem seznamu svetovne dediščine.[20]
- Alcázar v Toledu je bil prej uporabljen kot rimska palača v 3. stoletju in nato obnovljen pod Karlom V.[21] Nato so ga v sodobnem času uporabljali kot vojaško akademijo. Obleganje Alcázarja v španski državljanski vojni omenja ta grad, ki ga je držal nacionalistični polkovnik José Moscardó Ituarte proti republikanskim silam. Republikanske sile so ujele Moscardójevega 24-letnega sina Luisa in 23. julija 1936 obvestile Moscardója, da bo njegov sin umrl, če ne bo zapustil alcázarja v desetih minutah. Ko se Moscardó ni predal, je bil Luis umorjen, ne takoj, ampak en mesec pozneje, 23. avgusta.
- Alhambra v Granadi, palača in kompleksna trdnjava. To je bila zadnja muslimanska trdnjava v Al Andaluzu, preden je po rekonkvisti delovala kot kraljeva krščanska palača. Danes je eno najbolj priljubljenih turističnih krajev v Španiji.

### Izumrla znamenitostalcázar
- Grad Burgos so prvotno zgradili muslimani v Španiji, vendar je postal znan kot kraljeva rezidenca, ki so jo običajno uporabljali kastiljski kralji. Izgubil je vrednost, potem ko je družina Habsburžanov pridobila palačo in po njenem delnem uničenju iz rok francoskih sil leta 1813. Državljani so poskušali delno obnoviti palačo v poznem 20. stoletju, zdaj gosti muzej, kjer si lahko obiskovalci ogledajo preostale dele grajsko zemljišče.
- Madridski kraljevi Alcazar je bila palača, ki jo je zgradil cesar Svetega rimskega cesarstva Karel V. (prezidal ga je njegov sin Filip II. Španski) in je bila glavna kraljeva rezidenca v Madridu, dokler je v 17. stoletju delno ni nadomestila palača Buen Retiro. Leta 1734 ga je uničil požar in na tem mestu je bila zgrajena sedanja kraljeva palača v Madridu.
- Grad Alcázar v Segorbeju, provinca Castellón, avtonomna skupnost Valencija, je bil ogromen kompleks, ki je bil več kot tisoč let rezidenca gospodov, vojvod in kraljev.

### Zunaj Španije
Zunaj Španije, v Palermu na Siciliji, Cassaro ustreza punski naselbini Zis, na vzpetini, ki so jo znova utrdili Arabci in je bila znana kot al-qaṣr ter je bila nadalje razširjena kot mesto poznejše normanske palače.
Kolonialna palača v Santo Domingu, zgrajena za sina Krištofa Kolumba Diega leta 1509, se imenuje Alcázar de Colón (Kolumbov alcázar).